# Carovana di canzoni
Carovana di canzoni è un film del 1954 diretto da Sergio Corbucci.

## Trama
In un albergo di Miramare viene organizzata una competizione tra cantanti di musica leggera. Sono invitati a partecipare famosi personaggi e cantanti di grido. Durante le esibizioni, sopraggiungono le prime difficoltà: un misterioso ladro ruba il premio per il vincitore e tutti i cantanti perdono improvvisamente la voce. Il concorso sembra ormai fallito quando tutto si risolve.